# 알렉상드르 페티옹
알렉상드르 사베스 페티옹(프랑스어: Alexandre Sabès Pétion, 프랑스어 발음: [alɛksɑ̃dʁ sabɛs petjɔ̃], 1770년 4월 2일 - 1818년 3월 29일)은 아이티의 군인으로 아이티 혁명 이후에는 남부 "아이티"의 대통령(1806년 - 1818년)이 되었다.

## 생애
알렉상드르 사베스는 프랑스 식민지 생도맹그의 포르토프랭스에서 프랑스인 아버지 파스칼 사베스와 혼혈 여성 어머니 위르쉴라 사이에 태어났다. 1788년 파리의 사관학교에서 배우기 위해 프랑스로 건너갔다. 페티옹이라는 별명은 흑인 동우회를 만든 제롬 페티옹 드 빌뇌브를 따서 명명되었다.
영국과 스페인의 생도맹그 침공(1798년 - 1799년)에 따라 앙드레 리고, 장피에르 부아예 등과 연계해서 1799년 6월 이른바 '단도 전쟁'에서 투생 루베르튀르에 맞섰다가 패배했다. 그러나 물라토군은 12월 세력을 회복하고, 남부 자크멜(Jacmel)을 방어했는데 수비대 사령관은 페티옹이 맡았다. 하지만 결국 1800년 3월 자크멜은 함락되었고 페티옹과 물라토 지도자는 프랑스로 망명했다.
페티옹은 리고 등과 함께 1802년 샤를 르클레르가 이끄는 1만 2000명의 정예 프랑스 원정군과 생도맹그로 돌아왔다. 투생을 반역자로 처리한 후 페티옹은 아르카에(Arcahaie)에서 비밀 회의에 참가, 1802년 10월 독립군에 참가하여 한때 자크멜에서 같이 싸운 장자크 데살린을 지원했다.
수도 포르토프랭스는 1803년 10월 17일 확보되고, 1804년 1월 1일 독립이 선언되어 장자크 데살린이 종신 총독이 되어, 1804년 10월 6일 황제의 자리에 올랐다.

## 혁명 이후
1806년 10월 17일 데살린이 암살된 후 페티옹은 '공화제 옹호자'로서 앙리 크리스토프와 충돌했다. 크리스토프는 대통령에 당선되었지만 잘 어울리지 않았다. 결국 나라는 남북으로 갈라져 흑인과 물라토 사이에 긴장이 높아졌다.
북부는 크리스토프가 왕위에 즉위하여 아이티 왕국이 되었다. 페티옹은 남부 '아이티'의 대통령으로 스스로 선언하고 취임 초기에는 민주주의를 지지했지만 의회의 제약을 귀찮게 여겨 1818년에 의회를 해산시켜버리고 말았으며 이미 그 이전인 1816년 페티옹은 종신 대통령이 되었다.
페티옹은 상업적인 플랜테이션을 적극적으로 수용하고 지지자와 농민에게 토지를 분배했다. 그리고, '친절한 아빠(아이티어: Papa Bon-Kè, 프랑스어: Papa Bon-Cœur)'라는 별명을 얻었다. 하지만 토지 분배는 국가 경제에 심각한 타격이었고, 대부분의 사람들은 자급 농업 이상을 하지 않았다. 페티옹은 포르토프랭스에 리세 페티옹(Lycée Pétion)을 개교하고 1815년에는 시몬 볼리바르를 비호하여 물질적인 지원을 해 주었다.
1818년 페티옹이 황열병으로 죽자 부아예가 뒤를 이었다.

## 참고 문헌
- Caryn Cossé Bell (2004). 《Revolution, Romanticism, and the Afro-Creole Protest Tradition in Louisiana, 1718-1868》. LSU Press. ISBN 0-8071-3026-5.